# Sarcos, Gers
Sarcos är en kommun i departementet Gers i regionen Occitanien i sydvästra Frankrike. Kommunen ligger i kantonen Masseube som tillhör arrondissementet Mirande. År 2022 hade Sarcos 82 invånare.

## Befolkningsutveckling
Antalet invånare i kommunen Sarcos
Referens:INSEE